# Asyneuma amplexicaule
Asyneuma amplexicaule är en klockväxtart som först beskrevs av Carl Ludwig von Willdenow, och fick sitt nu gällande namn av Hand.-mazz. Asyneuma amplexicaule ingår i släktet Asyneuma och familjen klockväxter.

## Underarter
Arten delas in i följande underarter:
- A. a. amplexicaule
- A. a. aucheri